# Fußball-Bundesliga 2021/22
Die Bundesliga 2021/22 war die 59. Spielzeit der höchsten deutschen Spielklasse im Fußball der Männer. Sie wurde am 13. August 2021 mit dem Spiel von Borussia Mönchengladbach gegen den amtierenden Deutschen Meister FC Bayern München (1:1) eröffnet und endete am 14. Mai 2022. Vom 20. Dezember 2021 bis zum 6. Januar 2022 wurde sie durch die Winterpause unterbrochen. Am 19. und 23. Mai 2022 wurden die Relegationsspiele ausgetragen. Die Herbstmeisterschaft sicherte sich der FC Bayern München am 16. Spieltag vorzeitig durch einen 5:0-Sieg beim VfB Stuttgart. Die zehnte Meisterschaft in Folge gewann der FC Bayern München am 31. Spieltag vorzeitig durch einen 3:1-Heimsieg gegen Borussia Dortmund.

## Saisonverlauf

### Hinrunde
Bayern München besiegte unter seinem neuen Trainer Julian Nagelsmann den Aufsteiger VfL Bochum mit 7:0, dem insgesamt höchsten Sieg der Saison. 56 Gesamttore gelangen bis dato nur zwei weiteren Vereinen in der Ligageschichte an den ersten 17 Spieltagen, 116 Treffer im Kalenderjahr 2021 wurden hingegen noch von keiner anderen Mannschaft erzielt. Die Münchner besetzten die Spitzenposition ab dem 5. Spieltag durchgängig und wurden mit bereits neun Zählern Vorsprung auf den Vorjahresdritten Borussia Dortmund Herbstmeister. Die direkten Konkurrenten konnten alle besiegt werden und einzig gegen Eintracht Frankfurt sowie den FC Augsburg gab es überraschende 1:2-Niederlagen. Gemeinsam mit drei weiteren Torhütern schaffte Keeper Manuel Neuer die meisten Zu-Null-Spiele, sechs, und die Defensive der Bayern musste neben der von Mainz 05 und des SC Freiburg als einzige weniger als 20 Gegentore hinnehmen.
Der BVB war die meiste Zeit über der erste Verfolger des Tabellenführers. Am 14. Spieltag wäre es den Schwarz-Gelben möglich gewesen, den Rivalen zu überholen, diese mussten sich den Münchnern aber (wie schon im Supercup) mit 2:3 geschlagen geben. Dortmunder Spieler schossen die zweitmeisten Tore, der Norweger Erling Haaland war an etwas weniger als der Hälfte direkt beteiligt. Die Borussia leistete sich gegen Freiburg und Hertha BSC unerwartete Niederlagen, auch gegen die im Gegensatz zu den Vorjahren schwächelnden Gegner Mönchengladbach und Leipzig fuhr das Team von Marco Rose, der auf Edin Terzić gefolgt war, keine Zähler ein.
Ab dem 3. Spieltag standen die Freiburger durchgängig auf einem Europapokalrang. In 17 Spielen musste Torhüter Mark Flekken lediglich 16 Gegentreffer hinnehmen, ebenso wenige wie Manuel Neuer von Bayern München, und auch offensiv reihte sich mit Vincenzo Grifo ein Spieler von Trainer Christian Streich in der Top-10-Scorerliste ein. In seiner sechsten Bundesligasaison seit dem Aufstieg als Zweitligameister gelang es dem SC Freiburg zum einen, bis zum 11. Spieltag ungeschlagen zu bleiben, was im deutschen Profifußball nur der im Unterhaus spielende 1. FC Nürnberg (11 Spiele in Folge ohne Niederlage) toppen konnte. Zum anderen spielte der Klub seine bis dato zweitbeste Hinrunde im Oberhaus, die beispielsweise von einem 6:0 bei Borussia Mönchengladbach gekrönt wurde.
Zwischen Freiburg auf Rang 3 sowie Mainz 05 auf dem 9. Platz lagen lediglich fünf Punkte, neben den Rheinhessen spielte auch der 1. FC Köln (Rang 8) unter seinem Trainerneuzugang Steffen Baumgart eine solide Hinrunde. Union Berlin bestätigte die Form seiner beiden ersten Bundesligaspielzeiten, indem es erneut Kontakt zu den Europacupplätzen hielt und insgesamt nur viermal verlor. Die TSG Hoffenheim und Eintracht Frankfurt belegten die Plätze 5 und 6.
Leipzig, ebenfalls mit einem neuen Übungsleiter, hatte den Verlust zweier defensiver sowie eines offensiven Leistungsträgers zu verkraften. An gut der Hälfte aller Treffer der Sachsen war Flügelspieler Christopher Nkunku beteiligt, man verlor jedoch auch siebenmal und bewegte sich überwiegend im Tabellenmittelfeld. Noch schlechter erging es Mönchengladbach, das auch nach dem Wechsel auf der Trainerbank (Adi Hütter für Marco Rose) inkonstante Leistungen erbrachte. Ab dem 13. Spieltag blieben die Rheinländer ohne Punktgewinn und auch zum Abschluss der Hinserie spielten die Fohlen nur remis. Vor der Berliner Hertha und dem Aufsteiger Greuther Fürth kassierte die Mannschaft die drittmeisten Gegentreffer und stand nach 17 Spieltagen lediglich zwei Zähler vor dem Abstiegsrelegationsrang.
Fürth belegte ab dem 4. Spieltag durchgängig den letzten Platz und gewann keine seiner ersten 14 Partien. Ein Achtungserfolg wurde durch ein 1:0 über den Europapokalteilnehmer Union Berlin erzielt. Nach lediglich zwei Unentschieden und einem Sieg hatten die Franken aber zum Hinserienende trotz allem erst fünf Punkte auf dem Konto. Dies waren bereits 11 weniger als der Vorletzte Arminia Bielefeld eingefahren hatte; die Ostwestfalen befanden sich neben der SpVgg am häufigsten im Tabellenkeller, in den ab der Hälfte der Hinrunde auch Stuttgart rutschte.

### Rückrunde
Im Samstagabendspiel des 31. Spieltags gegen den letzten verbliebenen Konkurrenten Borussia Dortmund machte der FC Bayern München seine 10. Meisterschaft in Folge perfekt und blieb auch die neunte Partie in Folge ungeschlagen. Der BVB wiederum beendete die Saison mit einem Abstand von wenigen Punkten auf Leverkusen auf Platz 2; Leverkusen erreichte relativ souverän den 3. Platz.
Der Kampf um den 4. Platz, dem letzten Platz, die zur Qualifikation für die Champions League berechtigt, dauerte bis zum Saisonende an. Letztendlich konnte sich RB Leipzig, das nach dem Trainerwechsel von Jesse Marsch zu Domenico Tedesco die beste Rückrunde aller Teams spielte, mit knappem Vorsprung durchsetzen. Die Europa-League-Plätze belegten Union Berlin und der SC Freiburg, die ihre starken Hinrundenleistungen bestätigen konnten. Der 1. FC Köln konnte sich Platz 7 und damit die Qualifikation für die Play-offs zur Europa Conference League sichern. Die TSG Hoffenheim, die zwischenzeitlich sogar Platz 4 belegte, brach gegen Mitte der Rückrunde komplett ein, konnte bis zum Saisonende kein Spiel mehr gewinnen und stürzte somit aus den Europapokalplätzen. Auch die Frankfurter konnten nicht an die Leistungen aus der Hinserie anknüpfen, konzentrierten sich allerdings in der letzten Saisonphase vornehmlich auf die Europa League, die sie schließlich auch gewannen.
Borussia Mönchengladbach spielte eine ordentliche Rückrunde und konnte sich somit aus dem unteren Mittelfeld auf den 10. Platz hocharbeiten, wobei die Saisonziele damit dennoch verfehlt wurden. Auch Wolfsburg beendete die Saison unbefriedigend und landete auf Platz 12. Der VfL Bochum konnte als Aufsteiger die Klasse halten, ohne jemals in größere Abstiegssorgen zu geraten. Knapper war der Klassenerhalt des FC Augsburg, aber auch dort konnten größere Abstiegsnöte im Saisonverlauf vermieden werden.
Nach einer 1:4-Heimniederlage gegen Bayer 04 Leverkusen am 31. Spieltag stand die SpVgg Greuther Fürth vorzeitig als erster Absteiger in die 2. Bundesliga fest. Bei drei Siegen und einem Torverhältnis von 25:76 hatten die Franken einen uneinholbaren Rückstand auf den Relegationsplatz, den zu diesem Zeitpunkt der VfB Stuttgart mit 11 Zählern mehr belegte. Vor dem 34. Spieltag hatte der Vorletzte Arminia Bielefeld drei Punkte Rückstand auf den Relegationsplatz, auf dem sich zu diesem Zeitpunkt der VfB Stuttgart befand. In Dortmund musste Hertha BSC kurz vor Spielende das 1:2 hinnehmen, wodurch das Rennen um den Relegationsplatz noch einmal spannend wurde. Durch den 2:1-Siegtreffer in der Nachspielzeit der Stuttgarter gegen Köln schob sich der VfB aufgrund der besseren Tordifferenz noch an den Berlinern vorbei auf Platz 15. Die Arminia, die gegen RB Leipzig 1:1 spielte, stand nach dem letzten Spieltag als zweiter Absteiger fest. Hertha BSC besiegte in der Relegation den Zweitligisten Hamburger SV nach Hin- und Rückspiel mit 2:1 und hielt somit, als Abstiegskandidat gegen den Aufstiegsaspiranten, die Klasse.

## Statistiken

### Abschlusstabelle
| Pl.                    | Verein                   | Sp. | S  | U  | N  | Tore    | Diff. | Punkte | Anm.   |
| ---------------------- | ------------------------ | --- | -- | -- | -- | ------- | ----- | ------ | ------ |
| 1.                     | FC Bayern München (M)    | 34  | 24 | 5  | 5  | 097:370 | +60   | 77     | M / CL |
| 2.                     | Borussia Dortmund (P)    | 34  | 22 | 3  | 9  | 085:520 | +33   | 69     | CL     |
| 3.                     | Bayer 04 Leverkusen      | 34  | 19 | 7  | 8  | 080:470 | +33   | 64     | CL     |
| 4.                     | RB Leipzig               | 34  | 17 | 7  | 10 | 072:370 | +35   | 58     | CL     |
| 5.                     | 1. FC Union Berlin       | 34  | 16 | 9  | 9  | 050:440 | +6    | 57     | EL     |
| 6.                     | SC Freiburg              | 34  | 15 | 10 | 9  | 058:460 | +12   | 55     | EL     |
| 7.                     | 1. FC Köln (R)           | 34  | 14 | 10 | 10 | 052:490 | +3    | 52     | (ECL)  |
| 8.                     | 1. FSV Mainz 05          | 34  | 13 | 7  | 14 | 050:450 | +5    | 46     |        |
| 9.                     | TSG 1899 Hoffenheim      | 34  | 13 | 7  | 14 | 058:600 | −2    | 46     |        |
| 10.                    | Borussia Mönchengladbach | 34  | 12 | 9  | 13 | 054:610 | −7    | 45     |        |
| 11.                    | Eintracht Frankfurt      | 34  | 10 | 12 | 12 | 045:490 | −4    | 42     | CL     |
| 12.                    | VfL Wolfsburg            | 34  | 12 | 6  | 16 | 043:540 | −11   | 42     |        |
| 13.                    | VfL Bochum (N)           | 34  | 12 | 6  | 16 | 038:520 | −14   | 42     |        |
| 14.                    | FC Augsburg              | 34  | 10 | 8  | 16 | 039:560 | −17   | 38     |        |
| 15.                    | VfB Stuttgart            | 34  | 7  | 12 | 15 | 041:590 | −18   | 33     |        |
| 16.                    | Hertha BSC               | 34  | 9  | 6  | 19 | 037:710 | −34   | 33     | ( ▼)   |
| 17.                    | Arminia Bielefeld        | 34  | 5  | 13 | 16 | 027:530 | −26   | 28     | ▼      |
| 18.                    | SpVgg Greuther Fürth (N) | 34  | 3  | 9  | 22 | 028:820 | −54   | 18     | ▼      |
| Stand: nach Saisonende |                          |     |    |    |    |         |       |        |        |

| Zum Saisonende 2020/21: | |
| (M)                     | Deutscher Meister                                                                                               |
| (P)                     | DFB-Pokal-Sieger                                                                                                |
| (R)                     | Sieger der Relegation                                                                                           |
| (N)                     | Aufsteiger aus der 2. Bundesliga                                                                                |
| Zum Saisonende 2021/22: | |
| M                       | Deutscher Meister                                                                                               |
| CL                      | Teilnehmer an der UEFA Champions League 2022/23 (Eintracht Frankfurt als Sieger der UEFA Europa League 2021/22) |
| EL                      | Teilnehmer an der UEFA Europa League 2022/23                                                                    |
| (ECL)                   | Teilnehmer an den Play-offs zur UEFA Europa Conference League 2022/23                                           |
| ( ▼)                    | Teilnehmer an den Relegationsspielen gegen den Dritten der 2. Bundesliga 2021/22                                |
| ▼                       | Absteiger in die 2. Bundesliga 2022/23                                                                          |

### Kreuztabelle
Die Kreuztabelle stellt die Ergebnisse aller Spiele dieser Saison dar. Die Heimmannschaft ist in der linken Spalte, die Gastmannschaft in der oberen Zeile aufgelistet.
| 2021/22                  | FC Bayern München | RB Leipzig | Borussia Dortmund | VfL Wolfsburg | Eintracht Frankfurt | Bayer 04 Leverkusen | 1. FC Union Berlin | Borussia Mönchengladbach | VfB Stuttgart | SC Freiburg | TSG 1899 Hoffenheim | 1. FSV Mainz 05 | FC Augsburg | Hertha BSC | Arminia Bielefeld | 1. FC Köln | VfL Bochum | SpVgg Greuther Fürth |
| ------------------------ | ----------------- | ---------- | ----------------- | ------------- | ------------------- | ------------------- | ------------------ | ------------------------ | ------------- | ----------- | ------------------- | --------------- | ----------- | ---------- | ----------------- | ---------- | ---------- | -------------------- |
| FC Bayern München        |                   | 3:2        | 3:1               | 4:0           | 1:2                 | 1:1                 | 4:0                | 1:2                      | 2:2           | 2:1         | 4:0                 | 2:1             | 1:0         | 5:0        | 1:0               | 3:2        | 7:0        | 4:1                  |
| RB Leipzig               | 1:4               |            | 2:1               | 2:0           | 0:0                 | 1:3                 | 1:2                | 4:1                      | 4:0           | 1:1         | 3:0                 | 4:1             | 4:0         | 6:0        | 0:2               | 3:1        | 3:0        | 4:1                  |
| Borussia Dortmund        | 2:3               | 1:4        |                   | 6:1           | 5:2                 | 2:5                 | 4:2                | 6:0                      | 2:1           | 5:1         | 3:2                 | 3:1             | 2:1         | 2:1        | 1:0               | 2:0        | 3:4        | 3:0                  |
| VfL Wolfsburg            | 2:2               | 1:0        | 1:3               |               | 1:1                 | 0:2                 | 1:0                | 1:3                      | 0:2           | 0:2         | 1:2                 | 5:0             | 1:0         | 0:0        | 4:0               | 2:3        | 1:0        | 4:1                  |
| Eintracht Frankfurt      | 0:1               | 1:1        | 2:3               | 0:2           |                     | 5:2                 | 2:1                | 1:1                      | 1:1           | 1:2         | 2:2                 | 1:0             | 0:0         | 1:2        | 0:2               | 1:1        | 2:1        | 0:0                  |
| Bayer 04 Leverkusen      | 1:5               | 0:1        | 3:4               | 0:2           | 2:0                 |                     | 2:2                | 4:0                      | 4:2           | 2:1         | 2:2                 | 1:0             | 5:1         | 2:1        | 3:0               | 0:1        | 1:0        | 7:1                  |
| 1. FC Union Berlin       | 2:5               | 2:1        | 0:3               | 2:0           | 2:0                 | 1:1                 |                    | 2:1                      | 1:1           | 0:0         | 2:1                 | 3:1             | 0:0         | 2:0        | 1:0               | 1:0        | 3:2        | 1:1                  |
| Borussia Mönchengladbach | 1:1               | 3:1        | 1:0               | 2:2           | 2:3                 | 1:2                 | 1:2                |                          | 1:1           | 0:6         | 5:1                 | 1:1             | 3:2         | 2:0        | 3:1               | 1:3        | 2:1        | 4:0                  |
| VfB Stuttgart            | 0:5               | 0:2        | 0:2               | 1:1           | 2:3                 | 1:3                 | 1:1                | 3:2                      |               | 2:3         | 3:1                 | 2:1             | 3:2         | 2:2        | 0:1               | 2:1        | 1:1        | 5:1                  |
| SC Freiburg              | 1:4               | 1:1        | 2:1               | 3:2           | 0:2                 | 2:1                 | 1:4                | 3:3                      | 2:0           |             | 1:2                 | 1:1             | 3:0         | 3:0        | 2:2               | 1:1        | 3:0        | 3:1                  |
| TSG 1899 Hoffenheim      | 1:1               | 2:0        | 2:3               | 3:1           | 3:2                 | 2:4                 | 2:2                | 1:1                      | 2:1           | 3:4         |                     | 0:2             | 3:1         | 2:0        | 2:0               | 5:0        | 1:2        | 0:0                  |
| 1. FSV Mainz 05          | 3:1               | 1:0        | 0:1 1             | 3:0           | 2:2                 | 3:2                 | 1:2                | 1:1                      | 0:0           | 0:0         | 2:0                 |                 | 4:1         | 4:0        | 4:0               | 1:1        | 1:0        | 3:0                  |
| FC Augsburg              | 2:1               | 1:1        | 1:1               | 3:0           | 1:1                 | 1:4                 | 2:0                | 1:0                      | 4:1           | 1:2         | 0:4                 | 2:1 1           |             | 0:1        | 1:1               | 1:4        | 2:3        | 2:1                  |
| Hertha BSC               | 1:4               | 1:6        | 3:2               | 1:2           | 1:4                 | 1:1                 | 1:4                | 1:0                      | 2:0           | 1:2         | 3:0                 | 1:2             | 1:1         |            | 2:0               | 1:3        | 1:1        | 2:1                  |
| Arminia Bielefeld        | 0:3               | 1:1        | 1:3               | 2:2           | 1:1                 | 0:4                 | 1:0                | 1:1                      | 1:1           | 0:0         | 0:0                 | 1:2             | 0:1         | 1:1        |                   | 1:1        | 2:0        | 2:2                  |
| 1. FC Köln               | 0:4               | 1:1        | 1:1               | 0:1           | 1:0                 | 2:2                 | 2:2                | 4:1                      | 1:0           | 1:0         | 0:1                 | 3:2             | 0:2         | 3:1        | 3:1               |            | 2:1        | 3:1                  |
| VfL Bochum               | 4:2               | 0:1        | 1:1               | 1:0           | 2:0                 | 0:0                 | 0:1                | 0:2 2                    | 0:0           | 2:1         | 2:0                 | 2:0             | 0:2         | 1:3        | 2:1               | 2:2        |            | 2:1                  |
| SpVgg Greuther Fürth     | 1:3               | 1:6        | 1:3               | 0:2           | 1:2                 | 1:4                 | 1:0                | 0:2                      | 0:0           | 0:0         | 3:6                 | 2:1             | 0:0         | 2:1        | 1:1               | 1:1        | 0:1        |                      |
| Stand: Saisonende        |                   |            |                   |               |                     |                     |                    |                          |               |             |                     |                 |             |            |                   |            |            |                      |

### Relegation
Die beiden Relegationsspiele zwischen dem 16. der Bundesliga und dem Dritten der 2. Bundesliga wurden am 19. und 23. Mai 2022 ausgetragen.
| Datum        |              | Ergebnis  |              | Tore                                    |
| ------------ | ------------ | --------- | ------------ | --------------------------------------- |
| 19. Mai 2022 | Hertha BSC   | 0:1 (0:0) | Hamburger SV | 0:1 Reis (57.)                          |
| 23. Mai 2022 | Hamburger SV | 0:2 (0:1) | Hertha BSC   | 0:1 Boyata (4.), 0:2 Plattenhardt (63.) |
| Gesamt:      | Hertha BSC   | 2:1       | Hamburger SV |                                         |

Damit schaffte Hertha BSC den Klassenerhalt in der Bundesliga, der Hamburger SV verblieb in der 2. Bundesliga.

### Tabellenverlauf
Verlegte Partien werden entsprechend der ursprünglichen Terminierung dargestellt, damit an allen Spieltagen für jede Mannschaft die gleiche Anzahl an Spielen berücksichtigt wird.
|                          | 1  | 2  | 3  | 4  | 5  | 6  | 7  | 8  | 9  | 10 | 11 | 12 | 13 | 14 | 15 | 16 | 17 | 18 | 19 | 20 | 21 | 22 | 23 | 24 | 25 | 26 | 27 | 28 | 29 | 30 | 31 | 32 | 33 | 34 |
| ------------------------ | -- | -- | -- | -- | -- | -- | -- | -- | -- | -- | -- | -- | -- | -- | -- | -- | -- | -- | -- | -- | -- | -- | -- | -- | -- | -- | -- | -- | -- | -- | -- | -- | -- | -- |
| FC Bayern München        | 7  | 4  | 3  | 2  | 1  | 1  | 1  | 1  | 1  | 1  | 1  | 1  | 1  | 1  | 1  | 1  | 1  | 1  | 1  | 1  | 1  | 1  | 1  | 1  | 1  | 1  | 1  | 1  | 1  | 1  | 1  | 1  | 1  | 1  |
| Borussia Dortmund        | 3  | 7  | 5  | 3  | 3  | 4  | 3  | 2  | 2  | 2  | 2  | 2  | 2  | 2  | 2  | 2  | 2  | 2  | 2  | 2  | 2  | 2  | 2  | 2  | 2  | 2  | 2  | 2  | 2  | 2  | 2  | 2  | 2  | 2  |
| Bayer 04 Leverkusen      | 7  | 3  | 2  | 6  | 4  | 2  | 2  | 3  | 4  | 4  | 6  | 4  | 3  | 3  | 3  | 3  | 4  | 5  | 3  | 3  | 3  | 3  | 3  | 3  | 3  | 3  | 3  | 3  | 3  | 4  | 3  | 3  | 3  | 3  |
| RB Leipzig               | 13 | 6  | 10 | 12 | 12 | 10 | 8  | 8  | 6  | 8  | 5  | 7  | 8  | 11 | 7  | 9  | 10 | 9  | 7  | 6  | 7  | 4  | 4  | 4  | 5  | 4  | 4  | 4  | 4  | 3  | 4  | 5  | 4  | 4  |
| 1. FC Union Berlin       | 7  | 12 | 8  | 8  | 8  | 8  | 7  | 5  | 5  | 6  | 8  | 5  | 6  | 6  | 6  | 8  | 7  | 7  | 5  | 4  | 4  | 7  | 9  | 7  | 7  | 8  | 8  | 7  | 7  | 6  | 6  | 7  | 6  | 5  |
| SC Freiburg              | 11 | 5  | 4  | 5  | 6  | 5  | 4  | 4  | 3  | 3  | 3  | 3  | 4  | 4  | 5  | 5  | 3  | 4  | 6  | 5  | 5  | 6  | 6  | 5  | 6  | 5  | 5  | 5  | 5  | 5  | 5  | 4  | 5  | 6  |
| 1. FC Köln               | 4  | 8  | 6  | 7  | 7  | 7  | 6  | 7  | 8  | 11 | 11 | 12 | 10 | 9  | 12 | 10 | 8  | 6  | 9  | 8  | 6  | 8  | 7  | 8  | 8  | 7  | 7  | 8  | 8  | 7  | 7  | 6  | 7  | 7  |
| 1. FSV Mainz 05          | 5  | 11 | 7  | 4  | 5  | 6  | 9  | 11 | 7  | 5  | 7  | 8  | 9  | 7  | 8  | 6  | 9  | 10 | 10 | 10 | 10 | 9  | 8  | 9  | 9  | 10 | 10 | 10 | 10 | 9  | 10 | 9  | 9  | 8  |
| TSG 1899 Hoffenheim      | 2  | 2  | 9  | 9  | 10 | 9  | 11 | 9  | 11 | 9  | 10 | 10 | 5  | 5  | 4  | 4  | 5  | 3  | 4  | 7  | 8  | 5  | 5  | 6  | 4  | 6  | 6  | 6  | 6  | 8  | 8  | 8  | 8  | 9  |
| Borussia Mönchengladbach | 7  | 16 | 15 | 11 | 16 | 11 | 10 | 10 | 12 | 10 | 9  | 9  | 11 | 13 | 13 | 13 | 14 | 12 | 12 | 12 | 13 | 13 | 13 | 13 | 13 | 13 | 11 | 12 | 11 | 11 | 11 | 10 | 10 | 10 |
| Eintracht Frankfurt      | 16 | 14 | 14 | 15 | 15 | 14 | 13 | 14 | 15 | 15 | 14 | 11 | 12 | 12 | 9  | 7  | 6  | 8  | 8  | 9  | 9  | 10 | 10 | 10 | 10 | 9  | 8  | 9  | 9  | 10 | 9  | 11 | 12 | 11 |
| VfL Wolfsburg            | 5  | 1  | 1  | 1  | 2  | 3  | 5  | 6  | 9  | 7  | 4  | 6  | 7  | 8  | 11 | 11 | 13 | 14 | 14 | 15 | 12 | 12 | 12 | 12 | 12 | 12 | 13 | 14 | 13 | 13 | 12 | 13 | 13 | 12 |
| VfL Bochum               | 13 | 9  | 11 | 13 | 17 | 17 | 17 | 15 | 14 | 14 | 12 | 13 | 13 | 10 | 10 | 12 | 12 | 11 | 11 | 11 | 11 | 11 | 11 | 11 | 11 | 11 | 12 | 11 | 12 | 12 | 13 | 12 | 11 | 13 |
| FC Augsburg              | 18 | 17 | 17 | 17 | 11 | 15 | 15 | 16 | 16 | 16 | 16 | 15 | 16 | 16 | 16 | 16 | 15 | 16 | 15 | 16 | 16 | 16 | 16 | 15 | 14 | 14 | 14 | 13 | 14 | 14 | 14 | 14 | 14 | 14 |
| VfB Stuttgart            | 1  | 10 | 13 | 10 | 14 | 13 | 12 | 12 | 13 | 13 | 15 | 16 | 15 | 15 | 15 | 15 | 16 | 15 | 17 | 17 | 17 | 17 | 17 | 17 | 17 | 16 | 15 | 15 | 15 | 16 | 16 | 16 | 16 | 15 |
| Hertha BSC               | 15 | 18 | 18 | 16 | 9  | 12 | 14 | 13 | 10 | 12 | 13 | 14 | 14 | 14 | 14 | 14 | 11 | 13 | 13 | 13 | 14 | 14 | 15 | 16 | 16 | 17 | 16 | 17 | 17 | 15 | 15 | 15 | 15 | 16 |
| Arminia Bielefeld        | 11 | 13 | 12 | 14 | 13 | 16 | 16 | 17 | 17 | 17 | 17 | 17 | 17 | 17 | 17 | 17 | 17 | 17 | 16 | 14 | 15 | 15 | 14 | 14 | 15 | 15 | 17 | 16 | 16 | 17 | 17 | 17 | 17 | 17 |
| SpVgg Greuther Fürth     | 17 | 15 | 16 | 18 | 18 | 18 | 18 | 18 | 18 | 18 | 18 | 18 | 18 | 18 | 18 | 18 | 18 | 18 | 18 | 18 | 18 | 18 | 18 | 18 | 18 | 18 | 18 | 18 | 18 | 18 | 18 | 18 | 18 | 18 |

### Torschützenliste
Bei gleicher Anzahl an Toren sind die Spieler alphabetisch gelistet.
| Pl.             | Spieler            | Mannschaft               | Tore |
| --------------- | ------------------ | ------------------------ | ---- |
| 1.              | Robert Lewandowski | FC Bayern München        | 35   |
| 2.              | Patrik Schick      | Bayer 04 Leverkusen      | 24   |
| 3.              | Erling Haaland     | Borussia Dortmund        | 22   |
| 4.              | Anthony Modeste    | 1. FC Köln               | 20   |
| 4.              | Christopher Nkunku | RB Leipzig               | 20   |
| 6.              | Taiwo Awoniyi      | 1. FC Union Berlin       | 15   |
| 7.              | Serge Gnabry       | FC Bayern München        | 14   |
| 8.              | Moussa Diaby       | Bayer 04 Leverkusen      | 13   |
| 9.              | Jonas Hofmann      | Borussia Mönchengladbach | 12   |
| 9.              | Max Kruse          | VfL Wolfsburg 1          | 12   |
| Stand: Endstand |                    |                          |      |

### Scorerliste
Als Scorerpunkt(e) zählen sowohl die erzielten Tore als auch die Torvorlagen eines Spielers. Bei gleicher Anzahl von Scorerpunkten sind die Spieler zuerst nach der Anzahl der Tore und danach alphabetisch geordnet.
| Pl.             | Spieler            | Mannschaft          | Gesamt | Tore | Vorlagen |
| --------------- | ------------------ | ------------------- | ------ | ---- | -------- |
| 1.              | Robert Lewandowski | FC Bayern München   | 39     | 35   | 04       |
| 2.              | Christopher Nkunku | RB Leipzig          | 36     | 20   | 16       |
| 3.              | Erling Haaland     | Borussia Dortmund   | 30     | 22   | 08       |
| 4.              | Patrik Schick      | Bayer 04 Leverkusen | 28     | 24   | 04       |
| 5.              | Thomas Müller      | FC Bayern München   | 26     | 08   | 18       |
| 6.              | Moussa Diaby       | Bayer 04 Leverkusen | 25     | 13   | 12       |
| 6.              | Marco Reus         | Borussia Dortmund   | 25     | 09   | 16       |
| 8.              | Anthony Modeste    | 1. FC Köln          | 24     | 20   | 04       |
| 9.              | Serge Gnabry       | FC Bayern München   | 19     | 14   | 05       |
| 9.              | Max Kruse          | VfL Wolfsburg 1     | 19     | 12   | 07       |
| Stand: Endstand |                    |                     |        |      |          |

### Meiste Torvorlagen
Bei gleicher Anzahl von Vorlagen sind die Spieler alphabetisch geordnet.
| Pl.             | Spieler            | Mannschaft          | Vorlagen |
| --------------- | ------------------ | ------------------- | -------- |
| 1.              | Thomas Müller      | FC Bayern München   | 18       |
| 2.              | Christopher Nkunku | RB Leipzig          | 16       |
| 2.              | Marco Reus         | Borussia Dortmund   | 16       |
| 4.              | Moussa Diaby       | Bayer 04 Leverkusen | 12       |
| 4.              | David Raum         | TSG 1899 Hoffenheim | 12       |
| 6.              | Joshua Kimmich     | FC Bayern München   | 11       |
| 6.              | Florian Wirtz      | Bayer 04 Leverkusen | 11       |
| 8.              | Christian Günter   | SC Freiburg         | 09       |
| 8.              | Filip Kostić       | Eintracht Frankfurt | 09       |
| 8.              | Andrej Kramarić    | TSG 1899 Hoffenheim | 09       |
| Stand: Endstand |                    |                     |          |

### Stadien, Zuschauer, Sponsoren und Ausstatter
Die Tabelle ist nach dem Zuschauerschnitt vorsortiert.
Aufgrund der COVID-19-Pandemie waren seit Saisonbeginn zwar Zuschauer in den Stadien zugelassen, in den meisten Spielstätten allerdings zunächst höchstens 50 % der jeweiligen Maximalkapazität und zugleich nicht mehr als 25.000. Seit Anfang Dezember 2021 war in allen Stadien hingegen vorerst nur eine maximale Auslastung von 50 % bzw. die Anwesenheit von höchstens 15.000 Zuschauern gestattet.
Das Heimspiel von RB Leipzig gegen den FC Bayern München am 4. Spieltag war mit 34.000 Zuschauern die erste Partie, bei der das örtliche Gesundheitsamt eine höhere Auslastung genehmigte, das Heimspiel der Münchner am 11. Spieltag war hingegen die erste ausverkaufte Partie. Leipzig absolvierte auch am 13. Spieltag das erste Geisterspiel der Saison.
| 01.             | Borussia Dortmund        | Signal Iduna Park                           | 81.365        | 710.6010     | 41.800 | 51,37 % | 2/17     | 0   | 1&1                     | Opel                                                      | Puma     |
| 02.             | FC Bayern München        | Allianz Arena                               | 75.000        | 564.0000     | 33.176 | 44,24 % | 4/17     | 3   | Deutsche Telekom        | Qatar Airways                                             | Adidas   |
| 03.             | 1. FC Köln               | Rheinenergiestadion                         | 50.000        | 543.4000     | 31.965 | 63,93 % | 4/17     | 0   | Rewe Group              | DEVK                                                      | Uhlsport |
| 04.             | Eintracht Frankfurt      | Deutsche Bank Park                          | 51.500        | 444.7500     | 26.162 | 50,80 % | 1/17     | 1   | Indeed                  | DPD Deutschland                                           | Nike     |
| 05.             | VfB Stuttgart            | Mercedes-Benz Arena                         | 60.449        | 459.1320     | 27.008 | 44,68 % | 0/17     | 1   | Mercedes-Benz Bank      | Mercedes-Benz EQ                                          | Jako     |
| 06.             | Borussia Mönchengladbach | Borussia-Park                               | 54.042        | 451.1600     | 26.539 | 49,11 % | 1/17     | 0   | Flatex                  | Sonepar                                                   | Puma     |
| 07.             | Hertha BSC               | Olympiastadion Berlin 1                     | 74.475        | 398.1310     | 23.419 | 25,79 % | 1/17     | 0   | Autohero                | Hyundai                                                   | Nike     |
| 08.             | RB Leipzig               | Red Bull Arena                              | 47.069        | 376.1120     | 22.124 | 47,00 % | 0/17     | 4   | Red Bull                | CG Gruppe                                                 | Nike     |
| 09.             | SC Freiburg              | 3 × Dreisamstadion 14 × Europa-Park-Stadion | 24.000 34.700 | 310.1000     | 18.241 | 55,59 % | 3/17     | 0   | Schwarzwaldmilch        | ROSE Bikes                                                | Nike     |
| 10.             | 1. FSV Mainz 05          | Mewa Arena                                  | 34.000        | 305.6330     | 17.978 | 52,88 % | 0/17     | 0   | Kömmerling/Profine      | QQ288                                                     | Kappa    |
| 11.             | Bayer 04 Leverkusen      | BayArena                                    | 30.210        | 295.0590     | 17.356 | 57,45 % | 1/17     | 1   | Barmenia Versicherungen | IQONIQ (bis zum 13. Spieltag) Floki (ab dem 14. Spieltag) | Jako     |
| 12.             | Arminia Bielefeld        | SchücoArena                                 | 26.515        | 285.1390     | 16.773 | 63,26 % | 0/17     | 0   | Schüco                  | JAB Anstoetz                                              | Macron   |
| 13.             | VfL Bochum               | Ruhrstadion                                 | 27.599        | 245.7070     | 14.453 | 52,37 % | 0/17     | 1   | Vonovia                 | Viactiv BKK                                               | Nike     |
| 14.             | FC Augsburg              | WWK-Arena                                   | 30.660        | 258.3520     | 15.197 | 49,57 % | 0/17     | 3   | WWK Versicherungsgruppe | Bernd Siegmund GmbH                                       | Nike     |
| 15.             | 1. FC Union Berlin       | Stadion An der Alten Försterei              | 22.012        | 238.7850     | 14.046 | 63,81 % | 4/17     | 0   | Aroundtown              | wefox                                                     | Adidas   |
| 16.             | VfL Wolfsburg            | Volkswagen Arena                            | 30.000        | 204.3010     | 12.018 | 40,06 % | 1/17     | 0   | Volkswagen              | Linglong Tire                                             | Nike     |
| 17.             | TSG 1899 Hoffenheim      | Prezero-Arena                               | 30.150        | 182.7390     | 10.749 | 35,65 % | 0/17     | 2   | SAP                     | SNP                                                       | Joma     |
| 18.             | SpVgg Greuther Fürth     | Sportpark Ronhof                            | 16.626        | 129.3450     | 07.609 | 45,76 % | 0/17     | 4   | Hofmann Personal        | endori food GmbH                                          | Puma     |
| Gesamt          | Gesamt                   |                                             | 860.4230      | 6.402.446000 | 20.923 | 48,71 % | 22/30600 | 200 |                         |                                                           |          |
| Stand: Endstand |                          |                                             |               |              |        |         |          |     |                         |                                                           |          |

## Auswirkungen der COVID-19-Pandemie
Wie bereits in den beiden vorherigen Saisons hat auch zu Beginn der Saison 2021/22 die COVID-19-Pandemie Auswirkungen auf den Ligabetrieb. Im Juli 2021 einigten sich die Landesregierungen darauf, maximal 25.000 Zuschauer beziehungsweise eine Stadionauslastung von 50 Prozent zu Beginn der Saison zuzulassen. Da Bayern als einziges Bundesland eine niedrigere Auslastung als Obergrenze beschlossen hatte, konnte der FC Bayern München seine Heimspiele zunächst vor höchstens 20.000 Zuschauern austragen. Aufgrund der niedrigeren Stadionkapazitäten hatte diese Regelung aber keinen Einfluss auf die Zahl der zugelassenen Zuschauer in den bayerischen Spielstätten in Augsburg und Fürth.
Durch Einführung der 2G-Regel konnten einige Vereine seit Ende Oktober 2021 wieder die volle Stadionkapazität nutzen.
Die Bund-Länder-Runde beschloss am 2. Dezember 2021 eine maximale Auslastung von 50 Prozent bei höchstens 15.000 Zuschauern. Es gelte Maskenpflicht und 2G-Regel, das Umsetzen der 2G+-Regel oder von Geisterspielen sei optional möglich. RB Leipzig spielte bereits am 28. November vor leeren Rängen.

## Wissenswertes

### Allgemeines
- Nur noch am letzten Spieltag fanden alle Spiele zeitgleich statt. Zuvor war dies an den letzten beiden Spieltagen der Fall.
- Erstmals seit der Spielzeit 2002/03 startete der amtierende Meister nicht mit einem Heimspiel in die Saison.
- Am 6. Spieltag fand im Freiburger Dreisamstadion das letzte Bundesligaspiel vor dem Umzug ins Europa-Park-Stadion statt. Insgesamt fielen in der ehemaligen Heimstätte des SC Freiburg, die noch von der vereinseigenen U23 und der Frauenmannschaft weiter genutzt wird, 999 Erstligatore in 360 Partien.[26]
- Eintracht Frankfurt geriet als erstes Team überhaupt in 1.000 Bundesliga-Spielen in Rückstand.[27]
- Für das Erreichen von zehn Meisterschaften in Folge (2013–2022) erhielt der FC Bayern von der DFL das goldfarbene Sonderabzeichen Serienmeister, welches mittig auf Brusthöhe auf dem Trikot aufgebracht war. Dieses wurde zur einmaligen Nutzung am 33. Spieltag 2021/22 im Heimspiel gegen den VfB Stuttgart freigegeben. Zur Nutzung in der Saison 2022/23 erhält der FC Bayern, wie auch schon in der Saison 2016/17[28] ein Spezial-Logo für den Ärmel.[29]

### Höchstwerte der Saison
- Der höchste Sieg war mit sieben Toren Differenz das 7:0 des FC Bayern München gegen den VfL Bochum am 5. Spieltag.
- Die torreichste Partie war mit neun Treffern das 6:3 der TSG 1899 Hoffenheim bei der SpVgg Greuther Fürth am 13. Spieltag.
- Das torreichste Remis mit sechs Treffern war das 3:3 zwischen dem SC Freiburg und Borussia Mönchengladbach am 31. Spieltag[30]
- Der torreichste Spieltag war mit 41 Treffern der 14. Spieltag.[31]
- Die meisten Tore in einem Spiel (4) erzielte Patrik Schick (Bayer 04 Leverkusen) beim 7:1 seiner Mannschaft gegen die SpVgg Greuther Fürth.

### Rekorde
- Nach 23 (saisonübergreifenden) Heimspielen ohne Sieg (Bundesliga-Negativrekord) gewann die SpVgg Greuther Fürth am 15. Spieltag mit 1:0 gegen Union Berlin erstmals in der Bundesliga im eigenen Stadion.[32] Seine Premierensaison absolvierte der Verein 2012/13.
- Zwölf Niederlagen in Folge der SpVgg Greuther Fürth bedeuten einen neuen Negativrekord (3.–14. Spieltag).
- Der SC Freiburg schoss beim 6:0 gegen Borussia Mönchengladbach als erste Gastmannschaft der Ligageschichte fünf Tore in den ersten 25 Minuten.[33]
- 85 Pflichtspiele in Folge traf der FC Bayern München mindestens einmal (Europarekord, davon 56 Bundesliga-Spiele, 16. Februar 2020 – 23. Oktober 2021).[34][35]
- In 51 aufeinanderfolgenden Bundesliga-Auswärtsspielen traf der FC Bayern München mindestens einmal.[36]
- 56 Tore erzielte der FC Bayern in der Hinrunde. Damit wurde der bisher geteilte Ligarekord übertroffen (51 Tore 1977/78 des 1. FC Köln und 1984/1985 von Werder Bremen).[37]
- 116 Treffer in einem Kalenderjahr erzielte der FC Bayern (2021, in 38 Partien, Bundesligarekord).[38]
  - Meiste Bundesligatore in einem Kalenderjahr: 43 (Robert Lewandowski, FC Bayern München, 2021)[39]
  - 81 Spiele in Folge erzielte der FC Bayern mindestens ein Tor (seit dem 16. Februar 2020; Stand: 14. Mai 2022).[40]
- Meiste Bundesligasiege (315): Manuel Neuer (vor Oliver Kahn (310); Stand: 30. April 2022)[41]
- Seit dem 27. Spieltag hält der FC Bayern München den Rekord der meisten Spiele in der Geschichte der Bundesliga: 1935 (Stand: 14. Mai 2022: 1942, vor Werder Bremen (1934)).[42]
- Paul Wanner (FC Bayern München) wurde mit 16 Jahren und 121 Tagen bisher jüngster deutscher Meister.[43]
- Thomas Müller gewann seine in Summe elfte deutsche Meisterschaft und ist damit alleiniger Rekordhalter.[44]
- Zum 7. Mal wurde Robert Lewandowski Torschützenkönig, was gemeinsam mit Gerd Müller Rekord bedeutet.
  - Zum 5. Mal in Folge wurde Robert Lewandowski Torschützenkönig (alleiniger Rekord).[45]

## Besondere Vorkommnisse
- Am 18. März 2022 (27. Spieltag) kam es im Spiel zwischen dem VfL Bochum und Borussia Mönchengladbach beim Stand von 0:2 in der 70. Spielminute zum Wurf eines gefüllten Getränkebechers, wodurch Schiedsrichter-Assistent Christian Gittelmann am Kopf getroffen wurde.[46] Daraufhin wurde die Partie von Schiedsrichter Benjamin Cortus zunächst unter- und später abgebrochen. Gittelmann wurde zur medizinischen Untersuchung in ein Krankenhaus gebracht.[47]

Der DFB-Kontrollausschuss ermittelte zur Tat und entschied am 24. März 2022 über die Wertung des Spiels zugunsten Borussia Mönchengladbachs mit 2:0, nachdem das Management des VfL Bochum ein Wiederholungsspiel bzw. das Nachspielen der verbliebenen 20 Minuten forderte. Der VfL verzichtete jedoch auf eine Berufung. Über weitere Sanktionen gegen den Verein wurde separat entschieden.
Das DFB-Sportgericht beschloss am 13. April 2022 einen Zuschauer-Teilausschluss auf Bewährung bis zum 30. Juni 2023 gegen den VfL. Bei ähnlichen Vorfällen würde bei einem Heimspiel die Südtribüne des Bochumer Ruhrstadions geschlossen bleiben. Ein Ticketzuschlag dürfe nicht erhoben werden. Auch sind 100.000 Euro Strafe fällig, die zu Teilen für gewaltpräventive Zwecke eingesetzt werden können. Weiterhin wurden wegen Becherwürfen in drei weiteren Punktspielen je 15.000 Euro Strafe verhängt. Es sollen zudem Konzepte für Kamerasysteme und Becherpfand vorgelegt werden. Der VfL hat die Strafe angenommen. Schiedsrichter Gittelmann erlitt bei dem Vorfall nach eigenen Angaben eine Schädelprellung und ein Schleudertrauma. Die Staatsanwaltschaft erhob Anklage gegen einen Tatverdächtigen.
Es war der achte Spielabbruch in der Geschichte der Bundesliga; zuletzt kam es am 1. April 2011 zwischen dem FC St. Pauli und dem FC Schalke 04 zu einem ähnlichen Vorfall, als Thorsten Schiffner getroffen worden war.
- Am 2. April 2022 (28. Spieltag) kam es im Spiel zwischen dem SC Freiburg und Bayern München (1:4) zu einem Wechselfehler seitens der Münchner. Beim Doppelwechsel in der 86. Minute, Spielstand 1:3, sollten Marcel Sabitzer und Niklas Süle für Corentin Tolisso und Kingsley Coman eingewechselt werden. Fälschlicherweise gab die Teammanagerin des FC Bayern, Kathleen Krüger, Comans ehemalige Rückennummer 29 anstatt seiner aktuellen 11 zur Auswechslung an, so dass sich dieser nicht angesprochen fühlte und das Feld, trotz erfolgter Einwechslung Süles, nicht verließ. Das Spiel wurde mit zwölf Spielern auf Seiten der Bayern für etwa 16 Sekunden fortgesetzt, bis Schiedsrichter Christian Dingert die Partie nach einem Hinweis des Freiburger Spielers Nico Schlotterbeck unterbrach. Im Anschluss kam es zu minutenlangen Diskussionen und schließlich zur tatsächlichen Auswechslung Comans. Das Spiel wurde mit Schiedsrichterball fortgesetzt. Der FC Bayern erzielte in der Nachspielzeit einen weiteren Treffer zum 1:4-Endstand.[52]

Der SC Freiburg legte daraufhin am 4. April Einspruch beim Sportgericht des Deutschen Fußball-Bundes gegen die Wertung des Spiels ein. Das Sportgericht wies den Einspruch am 8. April ab, sodass die Spielwertung (1:4) bestehen bleibt. Gemäß Urteilsbegründung könne der schuldhafte Einsatz eines nicht einsatzberechtigten Spielers dem FC Bayern nicht angelastet werden, sondern gehe auf ein „schuldhaftes Fehlverhalten des Schiedsrichters“ zurück. Gegen das Urteil war ein Einspruch innerhalb eines Werktages möglich. Der SC Freiburg erklärte, auf weitere Rechtsmittel zu verzichten und das Urteil anzuerkennen.

## Schiedsrichter
Im Vergleich zur Vorsaison sank die Zahl der Unparteiischen um einen auf 24. Matthias Jöllenbeck (Südbadischer Fußballverband) und Tobias Reichel (Württembergischer Fußballverband) sind nach einer Saison „perspektivischer Förderung“ endgültig in die Bundesliga aufgestiegen. Nicht mehr dabei sind Manuel Gräfe, Markus Schmidt und Guido Winkmann, die aufgrund des Erreichens der Altersgrenze ausgeschieden sind, sowie Bibiana Steinhaus, die bereits im September 2020 ihre Karriere beendete und bis Ende der Saison 2020/21 als Video-Assistentin tätig war.
| Name                   | Geboren       | Vereinszugehörigkeit      | Landesverband          | Spiele |      |    |    | Anmerkung                                                  |
| ---------------------- | ------------- | ------------------------- | ---------------------- | ------ | ---- | -- | -- | ---------------------------------------------------------- |
| Deniz Aytekin          | 21. Juli 1978 | TSV Altenberg             | Bayern                 | 15     | 54   | 1  | 3  | FIFA-Schiedsrichter                                        |
| Florian Badstübner     | 2. Feb. 1991  | TSV Windsbach             | Bayern                 | 13     | 38   | 1  | 0  |                                                            |
| Benjamin Brand         | 10. Juli 1989 | FC Schallfeld             | Bayern                 | 8      | 20   | 0  | 0  |                                                            |
| Felix Brych            | 3. Aug. 1975  | SV Am Hart München        | Bayern                 | 18     | 60   | 0  | 0  | FIFA-Schiedsrichter (bis Ende 2021)                        |
| Benjamin Cortus        | 13. Dez. 1981 | TSV Burgfarrnbach         | Bayern                 | 11     | 41   | 0  | 1  |                                                            |
| Bastian Dankert        | 9. Juni 1980  | Brüsewitzer SV            | Mecklenburg-Vorpommern | 14     | 52   | 1  | 0  | FIFA-Schiedsrichter                                        |
| Christian Dingert      | 14. Juli 1980 | TSG Burg Lichtenberg      | Südwest                | 10     | 35   | 0  | 0  | FIFA-Schiedsrichter                                        |
| Marco Fritz            | 3. Okt. 1977  | SV Breuningsweiler        | Württemberg            | 16     | 57   | 0  | 0  | FIFA-Schiedsrichter (bis Ende 2021)                        |
| Robert Hartmann        | 8. Sep. 1979  | SV Krugzell               | Bayern                 | 13     | 51   | 0  | 0  |                                                            |
| Patrick Ittrich        | 3. Jan. 1979  | Mümmelmannsberger SV      | Hamburg                | 13     | 61   | 0  | 1  |                                                            |
| Sven Jablonski         | 13. Apr. 1990 | Blumenthaler SV           | Bremen                 | 16     | 60   | 0  | 1  | FIFA-Schiedsrichter (seit Anfang 2022)                     |
| Matthias Jöllenbeck    | 16. Feb. 1987 | SV Weilertal              | Südbaden               | 13     | 46   | 0  | 1  | Neuling Bereits perspektivische Förderung in der Vorsaison |
| Harm Osmers            | 28. Jan. 1985 | SV Baden                  | Niedersachsen          | 15     | 41   | 1  | 1  | FIFA-Schiedsrichter                                        |
| Martin Petersen        | 28. Feb. 1985 | VfL Stuttgart             | Württemberg            | 13     | 47   | 1  | 1  |                                                            |
| Tobias Reichel         | 18. Aug. 1985 | GSV Maichingen            | Württemberg            | 11     | 30   | 0  | 1  | Neuling Bereits perspektivische Förderung in der Vorsaison |
| Daniel Schlager        | 8. Dez. 1989  | FC Rastatt 04             | Südbaden               | 16     | 63   | 1  | 0  | FIFA-Schiedsrichter (seit Anfang 2022)                     |
| Robert Schröder        | 14. Sep. 1985 | SG Blaues Wunder Hannover | Niedersachsen          | 16     | 62   | 0  | 1  |                                                            |
| Daniel Siebert         | 4. Mai 1984   | FC Nordost Berlin         | Berlin                 | 16     | 62   | 0  | 0  | FIFA-Schiedsrichter                                        |
| Sascha Stegemann       | 6. Dez. 1984  | 1. FC Niederkassel        | Mittelrhein            | 15     | 46   | 1  | 2  | FIFA-Schiedsrichter                                        |
| Tobias Stieler         | 2. Juli 1981  | SG Rosenhöhe              | Hessen                 | 12     | 40   | 2  | 0  | FIFA-Schiedsrichter                                        |
| Sören Storks           | 8. Nov. 1986  | VfL Ramsdorf              | Westfalen              | 0      | 0    | 0  | 0  |                                                            |
| Martin Thomsen         | 1. Okt. 1985  | SV 06 Donsbrüggen         | Niederrhein            | 1      | 4    | 0  | 0  |                                                            |
| Tobias Welz            | 11. Juli 1977 | FC 1934 Bierstadt         | Hessen                 | 7      | 16   | 0  | 0  |                                                            |
| Frank Willenborg       | 10. Feb. 1979 | SV Gehlenberg             | Niedersachsen          | 11     | 47   | 1  | 2  |                                                            |
| Felix Zwayer           | 19. Mai 1981  | SC Charlottenburg         | Berlin                 | 13     | 49   | 1  | 0  | FIFA-Schiedsrichter                                        |
| Gesamt:                | Gesamt:       | Gesamt:                   | Gesamt:                | 306    | 1082 | 11 | 15 |                                                            |
| Stand: nach Saisonende |               |                           |                        |        |      |    |    |                                                            |

## Die Meistermannschaft des FC Bayern München
| 1. | FC Bayern München |
|    | - Tor: Manuel Neuer (28/-); Sven Ulreich (6/-); Christian Früchtl (1/-) - Abwehr: Niklas Süle (28/1); Dayot Upamecano (28/1); Lucas Hernández (25/1); Benjamin Pavard (25/-); Alphonso Davies (22/-); Tanguy Nianzou (17/1); Josip Stanišić (13/1); Omar Richards (12/-); Bouna Sarr (5/-) - Mittelfeld: Thomas Müller (32/8); Jamal Musiala (30/5); Joshua Kimmich (28/3); Marcel Sabitzer (25/1); Leon Goretzka (19/3); Corentin Tolisso (15/2); Marc Roca (9/-); Paul Wanner (4/-); Gabriel Vidović (3/-) - Angriff: Robert Lewandowski (34/35); Serge Gnabry (34/14); Leroy Sané (32/7); Kingsley Coman (21/6); Eric Maxim Choupo-Moting (20/4); Malik Tillman (4/-) - Trainer: Julian Nagelsmann |

* Michaël Cuisance (1/-), Chris Richards (1/-) und Lucas Copado (1/-) verließen den Verein während der Saison.

## Cheftrainer
Die Tabelle listet alle Cheftrainer zu Beginn der Saison auf. Acht Vereine – darunter die Top 6 der Vorsaison – wechselten ihren Cheftrainer zum Saisonbeginn. Mit Nagelsmann (zuvor RB Leipzig), Rose (Borussia Mönchengladbach), Glasner (VfL Wolfsburg) und Hütter (Eintracht Frankfurt) wechselten vier Trainer innerhalb der Bundesliga den Verein.
Interimstrainer sind unter den Trainerwechseln berücksichtigt, sofern sie ein Spiel absolvierten. Die Vereine sind nach der Abschlusstabelle sortiert.
| Verein                   | Cheftrainer          | Seit *       |
| ------------------------ | -------------------- | ------------ |
| FC Bayern München        | Julian Nagelsmann    | Saisonbeginn |
| Borussia Dortmund        | Marco Rose           | Saisonbeginn |
| Bayer 04 Leverkusen      | Gerardo Seoane       | Saisonbeginn |
| RB Leipzig               | Jesse Marsch         | Saisonbeginn |
| 1. FC Union Berlin       | Urs Fischer          | 7/2018       |
| SC Freiburg              | Christian Streich    | 1/2012       |
| 1. FC Köln               | Steffen Baumgart     | Saisonbeginn |
| 1. FSV Mainz 05          | Bo Svensson          | 1/2021       |
| TSG 1899 Hoffenheim      | Sebastian Hoeneß     | 7/2020       |
| Borussia Mönchengladbach | Adi Hütter           | Saisonbeginn |
| Eintracht Frankfurt      | Oliver Glasner       | Saisonbeginn |
| VfL Wolfsburg            | Mark van Bommel      | Saisonbeginn |
| VfL Bochum               | Thomas Reis          | 9/2019       |
| FC Augsburg              | Markus Weinzierl     | 4/2021       |
| VfB Stuttgart            | Pellegrino Matarazzo | 1/2020       |
| Hertha BSC               | Pál Dárdai           | 1/2021       |
| Arminia Bielefeld        | Frank Kramer         | 3/2021       |
| SpVgg Greuther Fürth     | Stefan Leitl         | 2/2019       |

| Nach Spieltag | Verein            | Platz | Neuer Cheftrainer                 | Quelle        |
| ------------- | ----------------- | ----- | --------------------------------- | ------------- |
| 09            | VfL Wolfsburg     | 9.    | van Bommel → Florian Kohfeldt     | [ 61 ] [ 62 ] |
| 13            | Hertha BSC        | 14.   | Dárdai → Tayfun Korkut            | [ 63 ]        |
| 14            | RB Leipzig        | 11.   | Marsch → Domenico Tedesco         | [ 64 ] [ 65 ] |
| 26            | Hertha BSC (2)    | 17.   | Korkut → Felix Magath             | [ 66 ] [ 67 ] |
| 30            | Arminia Bielefeld | 17.   | Kramer → Marco Kostmann (interim) | [ 68 ]        |